# Bonnie Wetzel
Bonnie Wetzel, geboren als Jean Addleman (Vancouver (Washington), 15 mei 1926 – 12 februari 1965), was een Amerikaanse jazzbassiste van de swing en de modernjazz.

## Biografie
Bonnie Wetzel telt tot de weinige jazzinstrumentalisten van de jaren 1940 en 1950 van het Amerikaanse jazzcircuit. Ze leerde op jeugdige leeftijd aanvankelijk het vioolspel en bracht zich daarna zelf het spel bij op het basinstrument, toen de band van haar middelbare school een bassist nodig had. Met haar klasgenote Norma Carson werd ze lid van de vrouwen-bigband van Ada Leonard. Vervolgens speelde ze in het trio van de gitarist Marian Grange. In 1949 trouwde ze met de trompettist Ray Wetzel, waarna het paar speelde in het orkest van Tommy Dorsey. Na de voortijdig overlijden door een ongeval van haar echtgenoot verliet ze Dorsey en speelde ze met drumster Elaine Leighton in het trio van pianiste Beryl Booker. Ze toerden in 1953/1954 ook door Europa, waar ze Billie Holiday begeleidden en opnamen maakten met Don Byas. Na hun terugkeer in de Verenigde Staten werkte Wetzel als freelance-muzikante en nam ze platen op met Herb Ellis, Charlie Shavers en Roy Eldridge.

## Overlijden
Bonnie Wetzel overleed in februari 1965 op 38-jarige leeftijd aan de gevolgen van kanker.

## Discografie
- Beryl Booker Trio: Don Byas featuring Mary Lou Williams And Beryl Booker Trio (Vogue, 1953)
- Billie Holiday: Billie's Blues (Blue Note Records)